# Список кардиналов, возведённых папой римским Пием VIII
Кардиналы, возведённые Папой римским Пием VIII — 6 прелатов были возведены в сан кардинала на трёх Консисториях за полтора с небольшим года понтификата Пия VIII.
Самой большой консисторией, была Консистория от 15 марта 1830 года, на которой было назначено трое кардиналов.

## Консистория от 27 июля 1829 года
- Чезаре Нембрини Пирони Гонзага, епископ Анконы и Уманы (Папская область);
- Ремиджио Крешини, O.S.B.Cas., епископ Пармы (Пармское герцогство).

## Консистория от 15 марта 1830 года[1]
- Томас Уэлд, титулярный епископ Амиклеи (Соединённое королевство Великобритании и Ирландии);
- Раффаэле Мацио, эксперт Верховной Священной Конгрегации Римской и Вселенской Инквизиции (Папская область);
- Доменико Де Симоне, префект Папского Дома (Папская область).

## Консистория от 5 июля 1830 года
- Луи-Франсуа-Огюст де Роган-Шабо, архиепископ Безансона (Франция).